# Saint-Pascal
Saint-Pascal, antiguamente conocida como Saint-Paschal-de-Kamouraska o Saint-Pascal-de-Kamouraska, es una ciudad de la provincia de Quebec en Canadá. Es la sede del municipio regional de condado de Kamouraska y a su vez, en la región administrativa de Bas-Saint-Laurent.

## Geografía

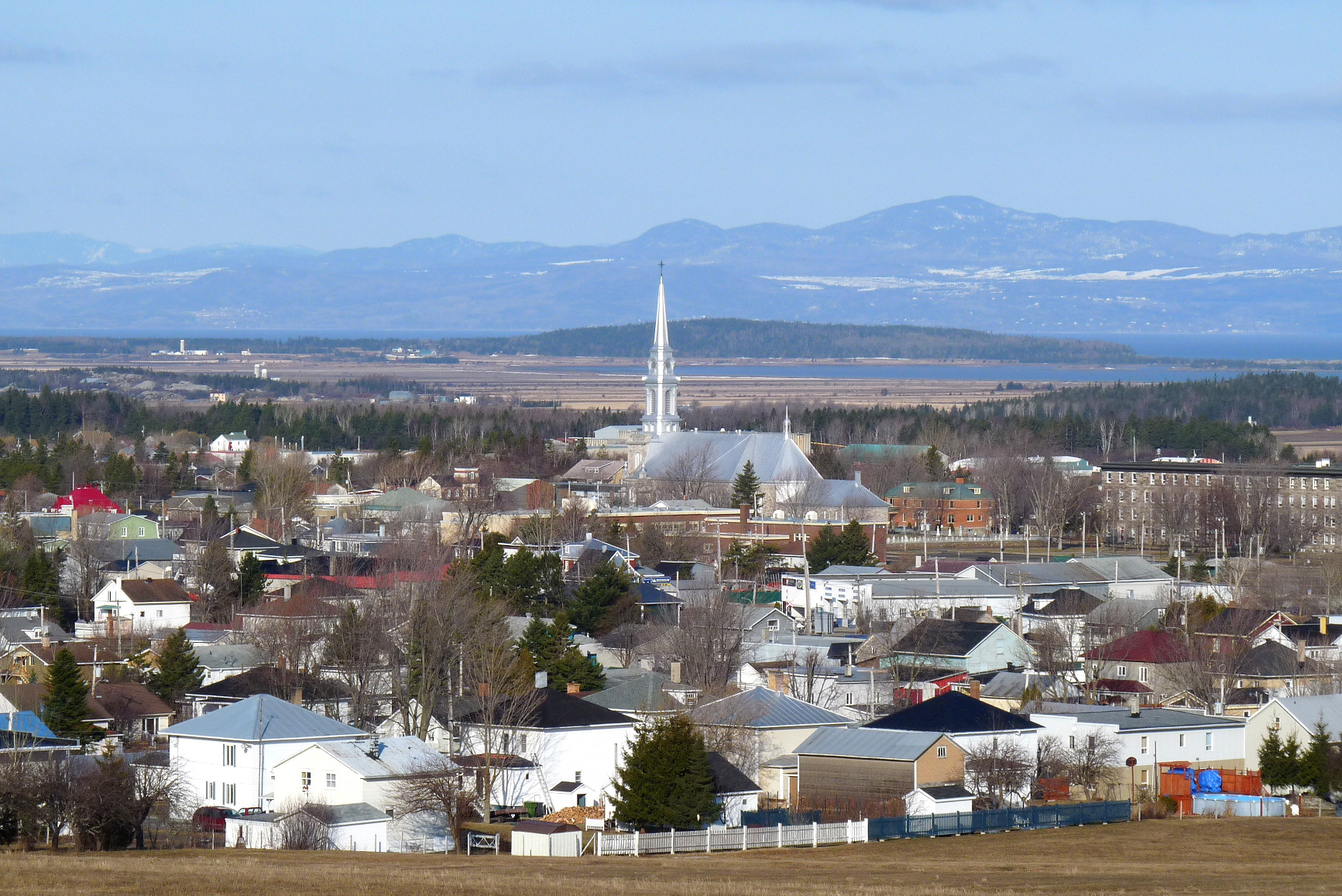
Saint-Pascal en april 2009

Saint-Pascal se encuentra 150 km al noreste de la ciudad de Quebec. Limita al norte con Saint-Germain, al noreste con Sainte-Hélène-de-Kamouraska, al sureste con Saint-Bruno-de-Kamouraska, al suroeste con Mont-Carmel y Saint-Philippe-de-Néri y al noroeste con Kamouraska. Su superficie total es de 60,55 km², de los cuales 60,53 km² son tierra firme. Los ríos Kamouraska y aux Perles así como el arroyo Poirier bañan el territorio.

## Urbanismo
La Autoroute Jean-Lesage ( A 20 ), al norte de la ciudad, es accesible por el intercambiador vial 465 y la rue Rochette. Va hacia Montmagny al suroeste y hacia Rivière-du-Loup al noreste. La avenue Patry ( QC 230  oeste) une Saint-Pascal con Saint-Philippe-de-Néri al suroeste aunque el boulevard Hébert ( QC 230  este) une la localidad con Sainte-Hélène-de-Kamouraska al noreste. La rue Taché y la route Centrale va a Saint-Bruno-de-Kamouraska al sureste.

## Historia
Loe primeros habitantes trabajaban en el bosque y la producción lechera. En 1827, la parroquia católica de Saint-Paschal-[de-Baylon]-de-Kamouraska, recordando Paschal Taché, señor de Kamouraska y de Pascual I, fue creada por separación de la parroquia de Saint-Louis-de-Kamouraska. En 1845, el primero municipio de Saint-Paschal-de-Kamouraska fue instituido pero fue abolido en 1847. El municipio de parroquia de Saint-Pascal-de-Kamouraska fue creado de nuevo en 1855. La implantación del ferrocarril del Grand Tronc en 1857 contribuyó al auge económico local. El municipio de pueblo de Saint-Pascal fue creado en 1939 por separación del municipio de parroquia. En 1957, el municipio de parroquia se vuelvó el municipio de Saint-Pascal aunque el municipio de pueblo tomó el estatuto de ciudad en 1966. La ciudad actual de Saint-Pascal fue creada en 2000 por fusión del municipio y de la antigua ciudad de Saint-Pascal.

## Política
El consejo municipal se compone del alcalde y de seis consejeros sin división territorial. El alcalde actual (2015) es Rénald Bernier, que sucedió a Cécile Joseph en 2009.
| 2005-2009  | 2009-2013                                                                            | 2013-2017 | |
| ---------- | ------------------------------------------------------------------------------------ | --- | --- |
| Alcalde    | Cécile Joseph                                                                        | Rénald Bernier | Rénald Bernier                                                                                          |
| Consejeros | Rénald Bernier Daniel Drapeau Claude Lavoie Rémi Pelletier Francine Soucy Yvan Soucy | Isabelle Chouinard**# Marjolaine Émond# Simon La Boissonnière* André Laforest# Réjean Pelletier# Rémi Pelletier# Francine Soucy# | Isabelle Chouinard# Marjolaine Émond# André Laforest# Réjean Pelletier# Rémi Pelletier# Francine Soucy# |

* Al inicio del termo pero no al fin.  ** Al fin del termo pero no al inicio.  # En el partido del alcalde (2009 y 2013).
A nivel supralocal, Saint-Pascal está incluso en el MRC de Kamouraska. Es la sede del consejo y de la administración del MRC. El territorio de Saint-Pascal forma parte de las circunscripciones electorales de Côte-du-Sud a nivel provincial y de Montmagny—L'Islet—Kamouraska—Rivière-du-Loup a nivel federal.

## Demografía
Según el censo de Canadá de 2011, había 3490 personas residiendo en esta ciudad con una densidad de población de 58,8 hab./km². Los datos del censo mostraron que de las 3504 personas censadas en 2006, en 2011 hubo una disminución poblacional de 14 habitantes (-0,4%). El número total de inmuebles particulares resultó de 1578 con una densidad de 26,59 inmuebles por km². El número total de viviendas particulares que se encontraban ocupadas por residentes habituales fue de 1514. El pueblo de Rawdon contaba con 2447 habitantes, o 70,1% de la población del municipio, en 2011.
Evolución de la población total, 1991-2015

## Economía
La economía local es basada sobre la industria manufacturero, incluyendo la agroindustria, el textilo, el cuero, la fabricación de neumáticos y la metalurgia.

## Cultura
La montagne de Coton (La montaña de Algodón) es una leyenda local sobre un hombre que, en adoración de la Virgen María construyó una ermita toda blanca en la cima.